# Premi Goya 1987
La cerimonia di premiazione della 1ª edizione dei Premi Goya si è svolta il 16 marzo 1987 al Cine Lope de Vega di Madrid ed è stata presieduta dall'attore Fernando Rey.

## Vincitori e candidati
I vincitori sono indicati in grassetto, a seguire gli altri candidati.

### Miglior film
- Il viaggio in nessun luogo (El viaje a ninguna parte), regia di Fernando Fernán Gómez
- 27 horas, regia di Montxo Armendáriz
- La metà del cielo (La mitad del cielo), regia di Manuel Gutiérrez Aragón

### Miglior regista
- Fernando Fernán Gómez - Il viaggio in nessun luogo (El viaje a ninguna parte)
- Emilio Martínez Lázaro - Lulù di notte (Lulú de noche)
- Pilar Miró - Werther

### Miglior attore protagonista
- Fernando Fernán Gómez - Mambru andò in guerra (Mambrú se fue a la guerra)
- Jorge Sanz - L'anno delle luci (El año de las luces)
- Juan Diego - Dragón Rapide

### Migliore attrice protagonista
- Amparo Rivelles - Bisogna disfare la casa (Hay que deshacer la casa)
- Ángela Molina - La metà del cielo (La mitad del cielo)
- Victoria Abril - Il tempo del silenzio (Tiempo de silencio)

### Miglior attore non protagonista
- Miguel Rellán - Tata mía
- Agustín González - Mambru andò in guerra (Mambrú se fue a la guerra)
- Antonio Banderas - Matador

### Migliore attrice non protagonista
- Verónica Forqué - L'anno delle luci (El año de las luces)
- Chus Lampreave - L'anno delle luci (El año de las luces)
- María Luisa Ponte - El hermano bastardo de Dios

### Miglior sceneggiatura
- Fernando Fernán-Gómez - Il viaggio in nessun luogo (El viaje a ninguna parte)
- Pedro Beltrán - Mambru andò in guerra (Mambrú se fue a la guerra)
- José Luis Borau - Tata mía

### Miglior fotografia
- Teo Escamilla - L'amore stregone (El amor brujo)
- José Luis Alcaine - La metà del cielo (La mitad del cielo)
- Hans Burmann - Werther

### Miglior montaggio
- Eduardo Biurrun - Una vita spezzata (Banter)
- Pablo del Amo - Il viaggio in nessun luogo (El viaje a ninguna parte)
- José Luis Matesanz - Werther

### Miglior colonna sonora
- Milladoiro - La metà del cielo (La mitad del cielo)
- Xavier Montsalvatge - Dragón rapide
- Emilio Arrieta - Il disputato voto del signor Cayo (El disputado voto del señor Cayo)

### Miglior scenografia
- Félix Murcia - Dragón rapide
- Ramiro Gómez - Bandiera nera (Bandera negra)
- Wolfgang Burmann - Romanza finale (Romanza final)

### Migliori costumi
- Gerardo Vera - L'amore stregone (El amor brujo)
- Javier Artiñano e Elisa Ruiz - Dragón rapide
- Gerardo Vera - La metà del cielo (La mitad del cielo)

### Miglior trucco
- Fernando Florido - Dragón rapide
- José Antonio Sánchez - Il viaggio in nessun luogo (El viaje a ninguna parte)

### Miglior sonoro
- Bernardo Menz ed Enrique Molinero - Werther
- Carlos Faruolo e Alfonso Pino - El hermano bastardo de Dios
- José María Bloch e Alfonso Pino - Luna d'agosto (Luna de agosto)

### Miglior film straniero in lingua spagnola
- C'era una volta un re - La película del rey (La película del rey), regia di Carlos Sorín
- Pequeña revancha, regia di Olegario Barrera
- Tiempo de morir, regia di Jorge Alí Triana

### Premio Goya alla carriera
- José Aguayo